# Los Marines
Los Marines es un municipio español de la provincia de Huelva, en Andalucía.

## Geografía
Se encuentra en pleno centro de la comarca de la Sierra de Huelva, de la que forma parte. Sus límites geográficos son: al norte el municipio de Cortelazor, al este Aracena, capital de la comarca, al sur Linares de la Sierra y al oeste Fuenteheridos y Castaño del Robledo.
La superficie de todo el municipio es de 9,89 kilómetros cuadrados, el menor de toda la provincia de Huelva, representando el 0,75 por 100 de la comarca y el 0,05 por 100 de toda la provincia. El municipio cuenta con una población de 424 habitantes (INE 2024). Tiene una densidad de 35,5 hab/km².
El municipio se sitúa a una altitud de 718 metros y a 112 kilómetros de la capital provincial. Está atravesado por la carretera nacional 433 (Sevilla-Lisboa) de este a oeste, dejando unos 4 kilómetros de su recorrido dentro del término y pasando tangente al núcleo urbano.

## Toponimia
Debe su nombre a una visita del rey Felipe II al municipio, en la cual un habitante del pueblo le preguntó que si tan poderoso era por qué no llevaba el mar al pueblo. Felipe II le respondió: «El mar no traeré pero marinos seréis» y desde entonces todos los jóvenes del pueblo realizaron la mili en Marina Huelva. 

## Demografía
Los Marines cuenta con una población de 424 habitantes (INE 2024).
| Gráfica de evolución demográfica de Los Marines entre 1842 y 2021                                                   |
| |
| Población de derecho según los censos de población del INE Población de hecho según los censos de población del INE |

| 329                       | 320 | 326 | 328 | 324 | 326 | 329 | 327 | 329 | 355 | 410 |
| (Fuente: INE [Consultar]) |     |     |     |     |     |     |     |     |     |     |

## Economía

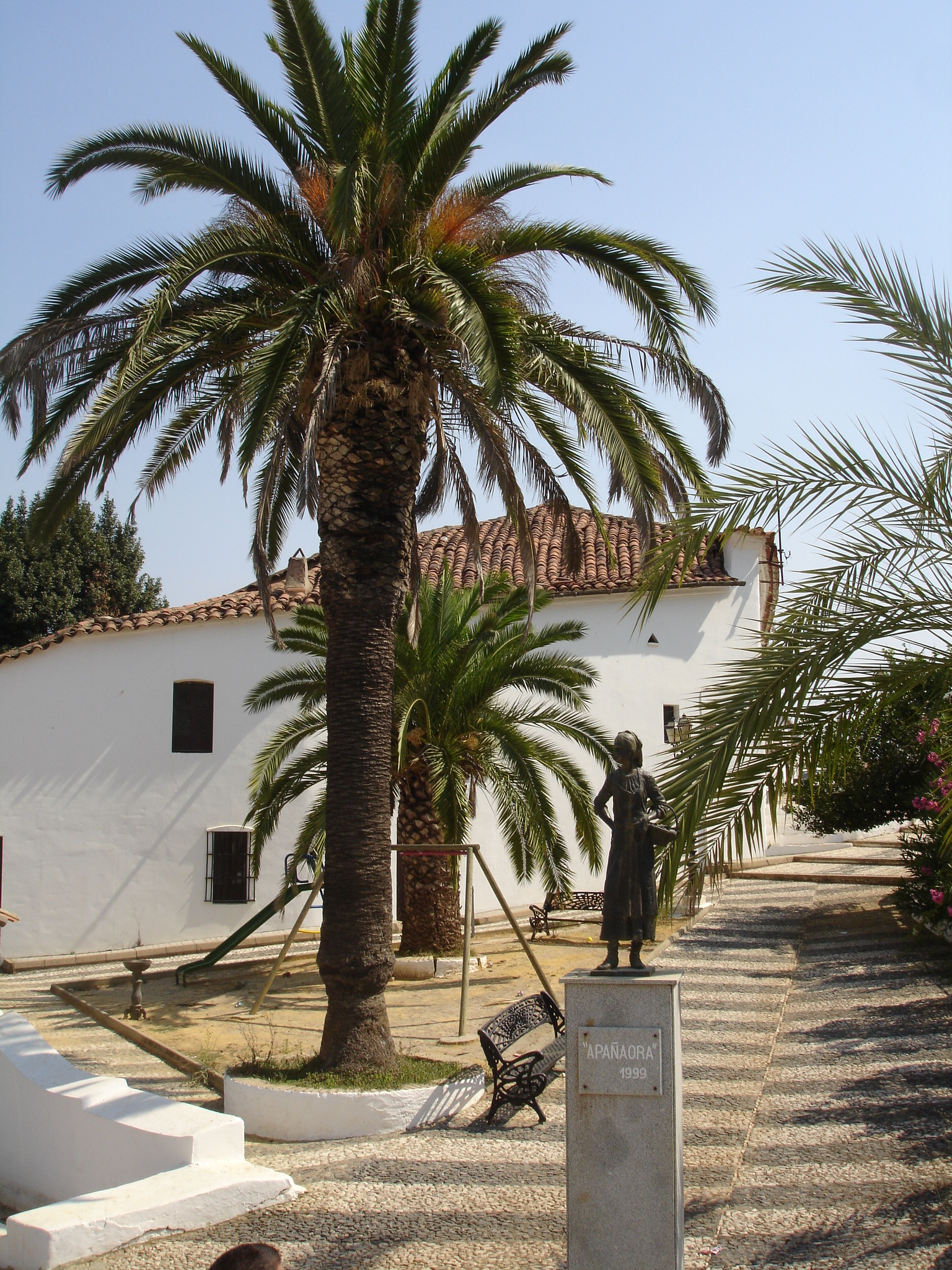
Estatua de la "Apañaora".

La economía del municipio se basa principalmente en la producción de castañas y, en menor medida, en la cría de ganado porcino. Existen 492 hectáreas de castaños y 78 hectáreas de pequeñas huertas de frutales y hortalizas. También se pueden encontrar olivares y alcornocales. Destacar que también existe la industria relacionada con la cantería de piedra. Más del 85 por 100 de la población se dedica a las actividades primarias. Además, hay un predomino de la estructura minifundista de pequeñas y medianas explotaciones en régimen de propiedad.

### Evolución de la deuda viva municipal
| Gráfica de evolución de Deuda viva del Ayuntamiento de Marines (Los) entre 2008 y 2019                                |
| |
| Deuda viva del Ayuntamiento de Marines (Los) en miles de Euros según datos del Ministerio de Hacienda y Ad. Públicas. |

## Patrimonio

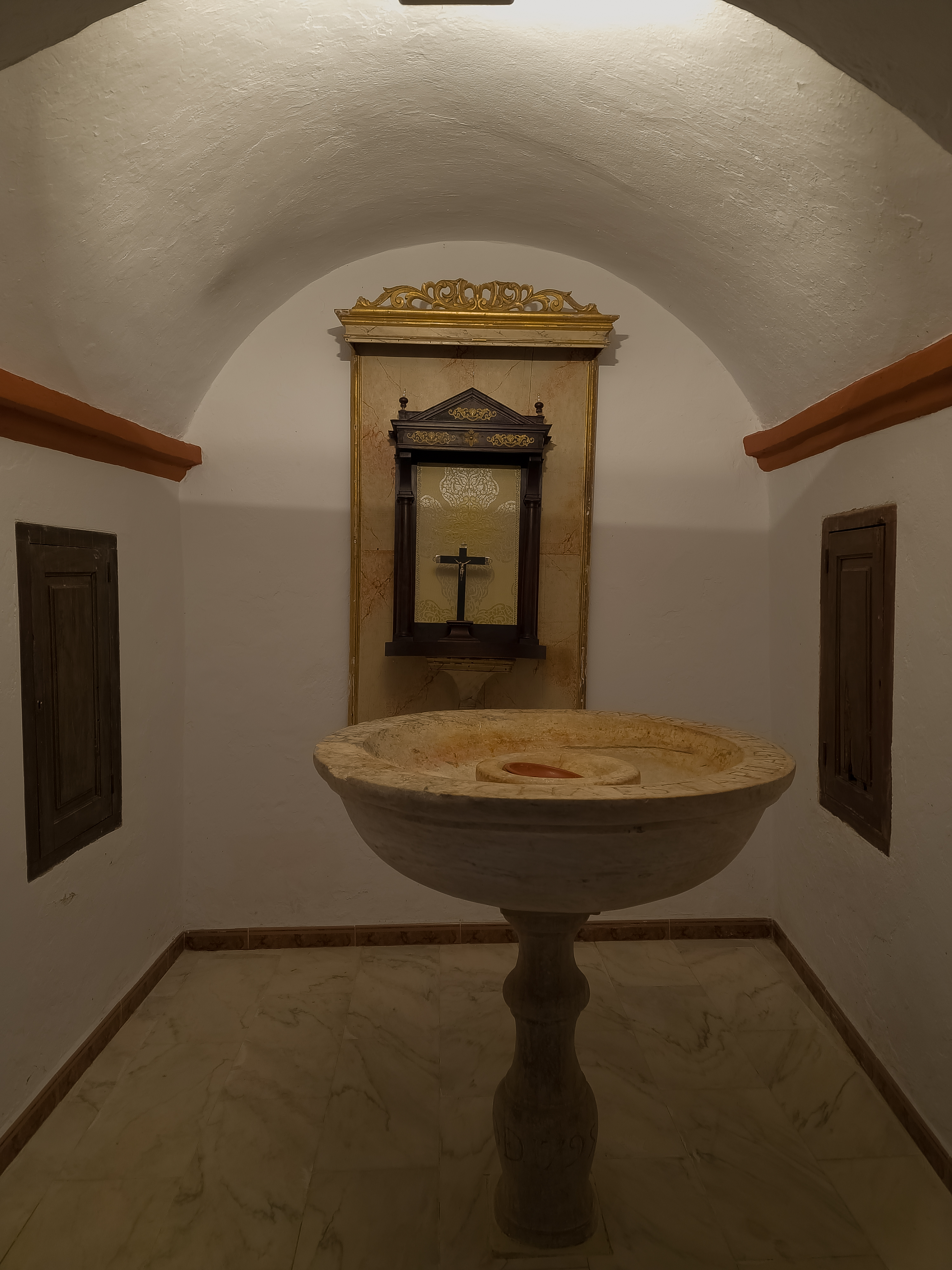
Pila bautismal (1630)

Destaca como principal valor artístico-arquitectónico del municipio la iglesia parroquial de Nuestra Señora de Gracia. El templo, del siglo XVIII, consta de tres naves: una central, con bóveda de cañón, y dos laterales dedicadas a capillas, siendo aquí las cubiertas a dos aguas. La nave central queda rematada con un interesantísimo retablo de época tardobarroca. También destaca una pila bautismal de 1630, así como dos tallas de San Antonio y San José de los siglos XVII y XVIII respectivamente. La torre fue restaurada en el siglo XX y se le añadió el cuerpo superior de campanas así como el remate.
También es de destacar la Fuente de la plaza de Carlos III y el conjunto del Lavadero de la calle Fuente. Ambos elementos destacan por su carácter público y tradicional, siendo fiel testigo de la historia de Los Marines.
Los espacios libres quedan conformados mediante calles y placitas irregulares que se generan con el cruce de vías y caminos y que se adaptan a lo desigual del terreno. La calle tiene una buena amplitud, con trazado orgánico que, aunque se adapta a las condiciones topográficas, busca la linealidad de la vía. En muchas de estas calles se mantienen los pavimentos tradicionales: Chinos, lajas de piedra, adoquines, etc.